# Awksientij Jurtow
Awksientij Filippowicz Jurtow (ur. 20 lutego?/4 marca 1854 w Kalejkinie, zm. 7 kwietnia?/20 kwietnia 1916) – rosyjski duchowny prawosławny, z pochodzenia Mordwin (z ludu Erzja), etnograf, folklorysta i tłumacz, autor elementarza do nauki języka erzja.

## Życiorys
Pochodził z rodziny chłopskiej z ludu Erzja. W jego rodzinnej wsi żyła także ludność tatarska, dzięki czemu biegle władał od dzieciństwa językiem tatarskim. Ukończył szkołę dla ochrzczonych dzieci tatarskich (w której faktycznie uczyli się również Czuwasze, Udmurci, Baszkirzy, Mordwini i Rosjanie) prowadzoną przez Nikołaja Ilminskiego, który zachęcił go do prowadzenia badań etnograficznych i przekładowych wśród ludności Erzja. 
W 1872 r. pod kierunkiem Ilminskiego przetłumaczył na język erzja „Historię Starego Testamentu” – tekst został wydany w 1880 r. Również w 1872 r. jako pierwszy Mordwin rozpoczął naukę w świeżo otwartym przez Ilminskiego seminarium nauczycielskim dla przedstawicieli narodów nierosyjskich (inorodców). Po ukończeniu seminarium został w nim zatrudniony jako nauczyciel w klasie przygotowawczej, a także nauczyciel szkoły mordwińskiej. Zrezygnował jednak z pracy, by móc skupić się na badaniach nad kulturą ludową. Jako seminarzysta opracował na podstawie rosyjskiej cyrylicy uproszczony alfabet do zapisywania języka erzja. Prowadził również wśród Erzja badania etnograficzne, dialektologiczne i folklorystyczne. Od 1883 r. pracował równocześnie w wiejskich szkołach ludowych w guberniach samarskiej i ufijskiej. W szkołach, gdzie pracował, pierwszy raz w historii zaczął prowadzić zajęcia w językach erzja i moksza. W 1884 r. wydał elementarz języka erzja, uzupełniony o wybór modlitw, alfabet rosyjski i fragmenty oryginalnych erzjańskich utworów literackich. Zbierał także przykłady ludowej literatury tatarskiej i czuwaskiej, ludowe przysłowia, legendy i pieśni. Opisał obyczaje ochrzczonej ludności mordwińskiej zamieszkującej gubernię ufijską. 
W 1891 r. Awksientij Jurtow został wyświęcony na kapłana i skierowany do nowo otwartej parafii św. Michała Archanioła w Andriejewce (ujezd ufijski). Wśród jego parafian byli Mordwini oraz Czuwasze, natomiast sąsiednie wsie zamieszkiwała ludność tatarska. Duchowny wzniósł w Andriejewce trzyklasową szkołę cerkiewno-parafialną, sam zaprojektował jej budynek i do śmierci sam w niej nauczał. Nadal prowadził również badania nad miejscowymi dialektami oraz literaturą ludową mordwińską, czuwaską i baszkirską.
Zmarł w 1916 r. i został pochowany w sąsiedztwie cerkwi w Andriejewce – obecnie Iltieriakowo. Biblioteka i prywatne archiwum duchownego uległy zniszczeniu lub rozproszeniu podczas rosyjskiej wojny domowej. We wsi, w której służył jako kapłan, działa poświęcone mu muzeum.